# روزی روزگاری فوتبال
روزی روزگاری فوتبال نام کتاب حمیدرضا صدر استاد دانشگاه و روزنامه‌نگار ایرانی است که برای اولین بار، در زمستان ۱۳۷۹ توسط نشر آویژه منتشر شد. این اثر خیلی زود نایاب شد. چاپ جدید آن با بازبینی سال ۱۳۹۳ در نشر چشمه عرضه شد. تا سال ۱۴۰۰ برای نهمین بار تجدید چاپ شده‌است.

## معرفی
کتاب، نگاهی دارد به تاریخ و جامعه‌شناسی اجمالی فوتبال در سراسر جهان و خصوصاً کشورهای صاحب سبک در فوتبال مانند انگلستان، ایتالیا، اسپانیا و … است. نویسنده در این کتاب فوتبال، مردم و سیاست در فرهنگ‌های مختلف را بررسی کرده‌است. در این کتاب به تاریخچه فوتبال، تأثیرات اجتماعی فوتبال و بازیکنان معروف فوتبال در کشورهایی مانند آلمان، ترکیه، ایران، ایتالیا، اسپانیا و آرژانتین پرداخته شده‌است.
در معرفی این اثر آمده‌است:
از زمین‌های خاکی تهران تا ترکیه. از ایتالیا و اسپانیا تا آلمان و انگلیس. از برزیل و آرژانتین تا ایالات متحده. مردم و فوتبال. تاریخ و فوتبال. سیاست و فوتبال. روزی روزگاری فوتبال سفری پر تب و تاب از دنیایی به دنیایی دیگر است. از فرهنگی به فرهنگ دیگر. بازگو کنندهٔ سایه روشن‌های ورزشی که مرزها را درنوردیده و قلب‌ها را با بهانه و بی‌بهانه فتح کرده. نمایشگر رویارویی شور مردم و قدرت‌طلبی سیاست پیشگان حول توپی گرد است و از حرکت بازنمی‌ایستد. قلم حمیدرضا صدر بازتابنده شیفتگی مهارناپذیر آدم‌هایی است که نمی‌توانند دل‌هایشان را از فوتبال بکنند. توصیف‌کننده برق چشم‌های مشتاقی که نمی‌توانند مستطیل سبز را تماشا نکنند.

طرفداران تیم‌ها هرهفته در مکان ثابتی گرد می‌آیند و در یک لحظه به نقطهٔ ثابتی می‌نگرند و کنار هم با بیم و امید، با شور و عشق فریاد می‌کشند. در غم و شادی شریک می‌شوند و به فاصله‌های سنی، جنسی، قومی، فرهنگی، مالی و طبقاتی پوزخند می‌زنند.

روزی روزگاری فوتبال
نسخه صوتی
نسخه صوتی این اثر با گویندگی حمید محمدی منتشر شده‌است.

## نقد و بررسی
کتاب روزی روزگاری فوتبال مورد توجه فوتبال‌دوستان و روزنامه‌نگارها قرار گرفته‌است. در نشست دربارهٔ کتاب و فوتبال به این اثر نیز پرداخته شده‌است.
درخبرگزاری صدا و سیما دربارهٔ این اثر نوشته شده‌است:
حمیدرضا صدر در این کتاب از فرهنگی به فرهنگ دیگر می‌رود، فوتبال و مردم، فوتبال و سیاست و فوتبال و زندگی را در نگاهی موشکافانه به هم پیوند می‌زند و از پدیده ای سخن می‌گوید که دل‌های مردم سراسر دنیا را بی بهانه و با بهانه به هم وصل کرده‌است. او این کتاب را نمایشگر رویارویی شور مردم و قدرت طلبی سیاست پیشگان حول مستطیل سبز و دایره سفید می‌داند؛ دایره ای که در این مستطیل از حرکت بازنمی‌ایستد و بی وقفه می‌چرخد. قلم حمیدرضا صدر در «روزی روزگاری فوتبال»، بازتابنده شیفتگی مهارناپذیر آدم‌هایی است که نمی‌توانند دل‌هایشان را از فوتبال بکنند
- محمد صالح سلطانی در خبرگزاری دانشجو دربارهٔ این اثر گفته‌است:[۱]

دور دنیا با فوتبال. این شاید خلاصه‌ترین توصیف ممکن برای این کتاب باشد. 
- حمید پورنگ جامعه‌شناس معتقد است؛ کتاب روزی و روزگاری فوتبال بیش‌تر جنبه تاریخی دارد تا جامعه‌شناسی[۱۲]
- امیرحاج رضایی دربارهٔ این اثر نیز گفته‌است.[۲]

اولین کتاب‌اش به‌نام «روزی روزگاری فوتبال» که تلفیقی از علاقه حمیدرضا صدر به سینما و فوتبال بود، منتشر شد. کتابی که نامش الهام گرفته از کتاب «روزی روزگاری در آمریکا» اثر سرجو لئونه بود.